# Altamiro Carrilho
Altamiro Aquino Carrilho (né le 21 décembre 1924 à Santo Antônio de Pádua et mort le 15 août 2012 à Rio de Janeiro) est un musicien (flûtiste) et compositeur brésilien.
Ce virtuose de la flûte traversière enregistra plus d'une centaine de disques, composa plus de deux cents chansons et joua dans plus de quarante pays, en propageant du Choro brésilien.
Il meurt, victime d'un cancer, à l'âge de 87 ans.

## Discographie partielle
- 1963 : Bossa Nova in Rio (Copacabana CLP 11298)[2]
- 1964 : Choros Imortais (Copacabana CLP 11360)
- 1975 : Antologia do Chorinho (Philips 6349 156)
- 1979 : Clássicos em Choro (Philips 6349 419)